# Rowbick
Rowbick (biał. Роўбіцк, Roubick; ros. Ровбицк, Rowbick) – agromiasteczko na Białorusi, w obwodzie brzeskim, w rejonie prużańskim, w sielsowiecie Suchopol.
Wieś Rowbieckie leśnictwa białowieskiego w ekonomii grodzieńskiej w drugiej połowie XVII wieku.
W latach 1921–1939 miejscowość należała do gminy Suchopol.
Według Powszechnego Spisu Ludności z 1921 roku wieś zamieszkiwało 757 osób, wśród których 11 było wyznania rzymskokatolickiego, 709 prawosławnego, a 37 mojżeszowego. Jednocześnie 11 mieszkańców zadeklarowało polską przynależność narodową, 709 białoruską, a 37 żydowską. We wsi było 176 budynków mieszkalnych (w tym 33 niezamieszkanych).
W miejscowości znajduje się cmentarz prawosławny z kaplicą pw. św. Jerzego Zwycięzcy, administrowany przez parafię w Suchopolu.